# Susan Glaspell
Susan Glaspell (1er juillet 1876 à Davenport (Iowa) – décédée le 27 juillet 1948 à Provincetown, dans l’État du Massachusetts) est une écrivaine et actrice américaine connue pour ses œuvres Alison's House et Trifles (A Jury of Her Peers). Elle  fréquenta l’Université Drake et l’Université de Chicago, puis devint membre fondateur des Provincetown Players, l’un des principaux collectifs de dramaturges des États-Unis. Mariée à George Cram Cook (1913-1924†), puis à Norman Matson (1925-1932), elle fut directrice du Federal Theater Project auprès de l'agence du Midwest de la Works Progress Administration durant le New Deal.
Ses pièces de théâtre et ses romans mettent en scène des personnages sensibles, à la personnalité riche, qui lui permettent d'exprimer la complexité des relations humaines. Quoique ses fictions soient empreintes d'un profond réalisme, Susan Glaspell s’interessait aussi à la philosophie et à la religion. Elle a été couronnée du Prix Pulitzer de l'œuvre théâtrale  (1931).
En tant que membre des Provincetown Players, elle organisa la première d'une pièce d’Eugene O'Neill.
Le cratère vénusien Glaspell a été nommé en son honneur.

## Œuvres

### Romans

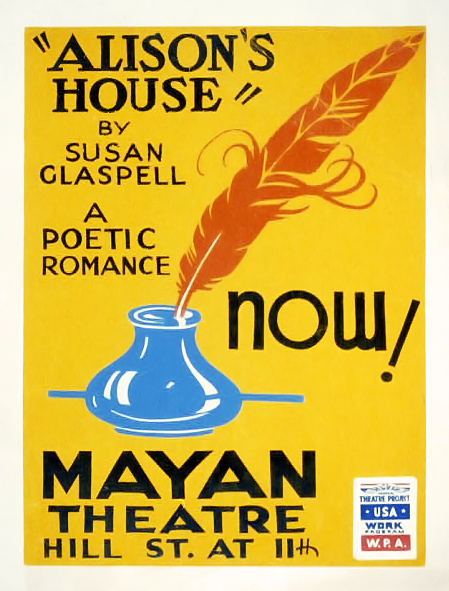
Affiche pour une pièce de Susan Glaspell.

- The Glory of the Conquered (1909).
- The Visioning (1911).
- Fidelity (1915).
- Brook Evans (1928).
- Fugitive's Return (1929).

- traduit en français sous le titre Le Retour de la fugitive par Marie Céline, Paris, Éditions Phébus, coll. « Littérature étrangère », 2016, 304 p.  (ISBN 978-2-7529-1092-9)
- Ambrose Holt and Family (1931).
- The Morning is Near Us (1939).
- Norma Ashe (1942).
- Judd Rankin's Daughter (1945).

### Pièces de théâtre en un acte
- Suppressed Desires (1914), écrit en collaboration avec George Cram Cook
- Trifles (1916), traduit en français sous le titre Broutilles (par Jean-Joël Huber, Éditions du Brigadier, 2023)
- Close the Book (1917)
- The Outside (1917)
- The People (1917)
- Women's Honor (1918)
- Tickless Time (1918), écrit en collaboration avec George Cram Cook
- Free Laughter (1919), publié pour la première fois en 2010

### Pièces de théâtre complètes
- Bernice (1919)
- Inheritors (1921)
- The Verge (1921)
- Chains of Dew (1922), publié pour la première fois en 2010
- The Comic Artist (1927), écrit en collaboration avec Norman Matson
- Alison's House (1930), lauréat du Prix Pulitzer de l'Œuvre Théâtrale en 1931
- Springs Eternal (1943), publié pour la première fois en 2010

### Recueils de nouvelles
- Lifted Masks (1912).
- A Jury of Her Peers (1927).
- Her America: "A Jury of Her Peers" and Other Stories by Susan Glaspell (2010)

### Divers
- The Road to the Temple (1926), biographie de George Cram Cook.
- Cherished and Shared of Old (1926), livre pour enfants